# Campanie de presă
Campania de presă reprezintă o mobilizare a opiniei publice prin articole publicate în presă (ziare sau reviste), în favoarea sau împotriva unei situații, unei cauze, unei persoane etc.
O campanie de presă poate fi dusă „pentru” ceva (spre a legitima și a impune un lucru bun) sau „împotriva” a ceva (spre a corecta lucrurile rele).
Campania de presă presupune publicarea unei serii materiale de informare și de opinie care să susțină cauza. În acest scop, un subiect de mari dimensiuni se va împărți în mai multe articole publicate timp de mai multe zile/săptămâni/luni/ani. 
O campanie de presă operează cu tot registrul deontologic al genurilor jurnalistice: știri, anchete, reportaje, interviuri, talkshow-uri, editoriale, comentarii, analize, în cele mai multe cazuri produse și difuzate în conformitate cu regulile și valorile deontologiei jurnalistice, dintre care cele mai importante sunt obiectivitatea, imparțialitatea și preponderența interesului public față de cel privat.

## Etape
Orice campanie de presă trece printr-o serie de etape:
- Predocumentare - În această etapă se identifică actorii („victimele” și „vinovații”) și se identifică posibile soluții de rezolvare a problemei.

- Planul editorial - În această etapă se împart responsabilitățile membrilor redacției și se stabilește clar de ce se ocupă fiecare membru.

- Documentarea - În această etapă se culeg două mari tipuri de date: faptele și pozițiile celor implicați (afectați și responsabili). Culegerea celor mai recente date continuă până la încheierea campaniei.

- Alegerea unui titlu și a unui logo - Pentru ca publicul să identifice ușor materialele care fac parte din campanie, pe toată durata desfășurării ei, aceasta trebuie să fie personalizată prin alegerea unui titlu și a unui logo, care să marcheze de fiecare dată materialele care fac parte din campanie. În presa scrisă, titlul campaniei poate funcționa și ca titlu de pagină.

- Lansarea campaniei și exprimarea obiectivelor - În primele materiale publicate la lansarea campaniei se prezintă faptele care au dus la inițierea campaniei și se explică foarte clar scopul campaniei, explicând care este obiectivul său final.

- Conținutul campaniei - Pentru a avea forță, o campanie are nevoie de lobby. De aceea, redacția trebuie să ceară sprijinul tuturor celor care pot ajuta: politicieni, organisme ale societății civile, autorități, vedete, oameni simpli etc. Dacă va fi susținută prin vocile experților din domeniu, cauza va căpăta legitimitate.